# Lundevatnet
Lundevatnet (oder: Lundevatn) ist der Name eines Sees auf den Grenzen der Kommune Lund in der Provinz Rogaland und Flekkefjord in Agder. Die Europastraße 39 verläuft mit vielen Tunneln an der Ostseite des Sees.
Hauptzuflüsse sind die Sira, die bei Sirnes in den See mündet, und die Moisåna, die den See Hovsvatnet entwässert und der bei Moi in den See fließt. 
Bei Åna-Sira verlässt die Sira den Lundevatnet. Dort befinden sich ein Staudamm und das Åna-Sira-Kraftwerk.